# Paz Esteban López
Paz Esteban López (Madrid, 1958) es una funcionaria de inteligencia española del Centro Nacional de Inteligencia. Llegó a ostentar la dirección de la Agencia entre el 5 de febrero de 2020 y el 11 de mayo de 2022, e interinamente desde el 6 de julio de 2019, siendo la primera mujer en ejercer el cargo. Previamente, entre junio de 2017 y febrero de 2020, fue la secretaria general del CNI.
Otras posiciones importantes en las que ha servido dentro del centro de inteligencia es la de directora del Gabinete Técnico del Director del CNI entre 2010 y 2017.

## Primeros años y educación
Esteban nació en Madrid en 1958. Cursó sus estudios superiores en la Universidad Autónoma de Madrid, donde se licenció en Filosofía y Letras en mayo de 1978. Es experta en historia antigua y medieval. Tras graduarse, Esteban comenzó a preparar la oposición para funcionaria de Archivos y Bibliotecas. Sin embargo, un pariente de su padre le propuso presentarse a un puesto de trabajo en un "Ministerio", que resultó ser el servicio de inteligencia español, por aquel entonces CESID.

## Centro Nacional de Inteligencia
Ingresó en el Centro Superior de Información de la Defensa (CESID) en 1983, durante el mandato del general Emilio Alonso Manglano. Esteban se especializó en inteligencia exterior, aunque nunca ha ejercido como agente de campo y sus primeros trabajos dentro del servicio de inteligencia fueron la realización de informes sobre la permanencia de España en la OTAN, antes del referéndum de 1986. También elaboró, como analista, informes sobre los atentados del 11-S y del 11-M.
Hasta 2004 desempeñó cargos enfocados en inteligencia exterior y, a partir de este año, ascendió a órganos directivos. En 2010 el director Sanz Roldán la nombró jefa de su Gabinete Técnico, cargo que desempeñó hasta junio de 2017, tras la dimisión de Beatriz Méndez de Vigo, cuando el Consejo de Ministros la nombró Secretaria General del CNI, el segundo cargo más alto tras el propio Director.

### Secretaria General
En junio de 2017, la secretaria general de la agencia, Beatriz Méndez de Vigo, anunció su renuncia y, a pesar de los esfuerzos de la vicepresidenta del Gobierno, Soraya Sáenz de Santamaría, por evitarlo, su renuncia fue efectiva el 13 de junio de 2017.
El 9 de junio de 2017, el Consejo de Ministros propuso a Esteban como la nueva secretaria general. El rey Felipe VI aceptó la propuesta y la nombró al mismo tiempo que cesó a la anterior secretaria general, el 13 de junio.
En julio de 2019 finalizó el segundo mandato del director Sanz Roldán. En ese momento, el Gobierno de la Nación se encontraba en funciones desde las elecciones generales de abril de 2019, por lo que no tenía competencias para proponer un nuevo director. Debido a esto, Esteban, que era la secretaria general del CNI y, por lo tanto, la segunda autoridad de la agencia, asumió la dirección del centro de forma interina, siendo la primera mujer en estar al frente.

## Directora del CNI
El 30 de enero de 2020, la Presidencia del Gobierno anunció que, Esteban, quien desde julio de 2019 ejercía como directora interina de la agencia, sería confirmada como nueva directora. Fue oficialmente nombrada el 5 de febrero, cesando como secretaria general. Juró el cargo el 10 de febrero.
El 19 de febrero el Gobierno nombró a Arturo Relanzón Sánchez-Gabriel como número dos del centro, primer hombre en ocupar tal cargo.

### Pegasus
A mediados de abril de 2022 salió a la luz un posible espionaje a más de medio centenar de figuras del independentismo catalán con el spyware israelí Pegasus. Las primeras reacciones dentro del independentismo fue culpar a los servicios de inteligencia del Estado, algo que también hicieron miembros de Unidas Podemos y sus confluencias, exigiendo responsabilidades tanto al propio CNI como a la ministra de Defensa, Margarita Robles. El Gobierno respaldó al CNI, defendiendo que todas las actuaciones del CNI se hacen dentro de la legalidad y con autorización judicial. Asimismo, a principios de mayo de ese año el propio gobierno anunció, que tras examinar los móviles de los miembros del gobierno, los dispositivos del presidente del Gobierno y de la ministra de Defensa también habían sido infectados con dicho spyware.
El 5 de mayo de 2022 la directora del CNI compareció en la Comisión de Secretos Oficiales del Congreso de los Diputados. En dicha comparecencia, reconoció que la agencia había llevado a cabo tareas de espionaje en 18 personas dentro del independentismo, con autorización judicial, negando la participación de la agencia en el resto de casos que publicaron los medios de comunicación así como el espionaje al jefe del Ejecutivo o a la ministra de Defensa. Esteban avaló sus afirmaciones enseñando a los miembros de la comisión el expediente judicial, que recogía tanto la autorización del magistrado del Tribunal Supremo como la lista de investigados. Igualmente, negó que hubiera «elementos descontrolados» dentro del organismo que espiaran sin su conocimiento.
Tras estos hechos, el Gobierno anunció su cese en mayo de 2022, nombrando nueva directora a Esperanza Casteleiro, hasta entonces secretaria de Estado de Defensa.
| Predecesor: Félix Sanz Roldán | Directora del Centro Nacional de Inteligencia 2020 - 2022 (Interinamente: Entre julio de 2019 y de febrero de 2020) | Sucesora: Esperanza Casteleiro |